# Harmogenanina argentea
Harmogenanina argentea es una especie de molusco gasterópodo de la familia Helicarionidae en el orden de los Stylommatophora.

## Distribución geográfica
Es  endémica de las Isla Reunión.